# مناطق نفوذ ثقافي
مناطق نفوذ ثقافي هو مصطلح يعبر عن مجتمعات تربط ثقافيًا أمّا على خلفية إثنية أو لغوية أو دينية في الأراضي المختلفة التي تعيش فيها. قد تشمل مناطق النفوذ الثقافي ثقافات محلية أصغر حجمًا.
أمثلة:
- الانقسام بين الشرق والغرب: الحضارة الغربية في العالم الغربي مقابل حضارات شرق العالم في الشرق الأدنى والشرق الأقصى.
- عائلات لغوية
  - أوروبا السلافية.
  - أوروبا اللاتينية.
  - أوروبا الجرمانية.
  - أمريكا اللاتينية.
  - أنغلو-أمريكا.
- لغويًا
  - الناطقون بالإنكليزية.
  - العالم الهسباني.
  - العالم البرتغالي.
  - أوروبا الناطقة بالألمانية.
  - الناطقون بالفرنسية.
  - الحزام الهندي.
  - الدول الناطقة بالصينية.
  - العالم العربي.
- جغرافيًا
  - الصين العظمى.
  - الهند الكبرى.
  - إيران الكبرى.
  - دول الشمال.
- دينيًا
  - العالم المسيحي.
  - العالم الإسلامي.
  - العالم البوذي.
  - العالم الكونفوشي.
  - الكومنويلث البيزنطي.

## وصلات خارجية
- مناطق العالم الثقافية (بالإنجليزية)
- نطاقات العالم الثقافية الكبرى والصغرى (مع خرائط) (بالإنجليزية)